# Sidorejo (Tegalrejo)
Sidorejo is een bestuurslaag in het regentschap Magelang van de provincie Midden-Java, Indonesië. Sidorejo telt 4076 inwoners (volkstelling 2010).